# Steib
| Steib 286/1 als deel van het BMW R 75 Wehrmachtsgepann. |
| BMW R 68 (1954) met Steib Type S 501 (1951)             |
| Steib Type LS 200                                       |

Steib is een Duits historisch merk van zijspannen.
De bedrijfsnaam was: Steib Metallbau, Nürnberg.
Het bedrijf werd in 1913 door Josef Steib opgericht en bestond tot 1989, maar de productie van zijspannen werd in 1965 beëindigd. Voor de Tweede Wereldoorlog was Steib de grootste fabrikant van zijspannen ter wereld. In de jaren vijftig beleefde het bedrijf zijn glorietijd, toen zijspannen tijdens de wederopbouw populairder werden en het merk 92% van de Duitse markt bediende en BMW het omarmde als vaste leverancier van haar zijspannen.
De BMW racecombinaties van Florian Camathias, Willi Faust, Fritz Hillebrand, Wilhelm Noll en Walter Schneider waren allemaal voorzien van een Steib-zijspan. Tot in de jaren zestig voorzag BMW alle modellen van zijspankoppelingen en gaf het in catalogi de topsnelheid solo of met Steib-zijspan aan. Het modellenpalet was dan ook uitgebreid: het lichte model LS 200 voor motorfietsen tot 200 cc, de LS 350 voor motorfietsen van 250- tot 350 cc en de modellen S 500 L en TR 500 voor modellen vanaf 500 cc.
Het De S 500 L (Luxus) en de latere S 501 waren vlotte, sportieve torpedomodellen, terwijl de TR 500 een meer toeristisch model was. Vooral de TR 500 bleef nog lang na het verscheiden van het merk Steib voortbestaan als kopie bij IMZ Ural, KMZ Dnepr, Chang Jiang en ook de Nederlandse Hollandia 350- en 500-zijspannen leken veel op de TR 500. Ural en Dnepr leverden overigens ook kopieën van het Steib 286/1 Wehrmachtsgespann.
In 1965 beëindigde Steib de productie van zijspannen, maar het bestond tot 1989 voort als producent van landbouwmachines. In 2018 werden nog steeds kopieën van Steib-zijspannen geproduceerd, o.a. door Blue Moon Sidecars in Norcross (Georgia) en Ideal Motorräder & Seitenwagen GmbH in Berlijn. 